# 纪伊尖卷螺
纪伊尖卷螺（学名：Rhizorus kinokuniana）为囊螺科尖卷螺属的动物。

## 分佈及棲息地
本物種分佈於日本（包括紀伊半島）以及中国大陆的海南等地，属于暖水性种类。其主要生活于深海底。

## 外部連結
- 維基物種上的相關：纪伊尖卷螺